# Mark Knopfler/Diskografie
Diese Diskografie ist eine Übersicht über die musikalischen Werke des britischen Gitarristen, Sängers und Songwriters Mark Knopfler. Den Schallplattenauszeichnungen zufolge hat er bisher mehr als 17 Millionen Tonträger verkauft, davon alleine in seiner Heimat über 3,9 Millionen. Seine erfolgreichste Veröffentlichung ist das Album Sailing to Philadelphia mit über 2,6 Millionen verkauften Einheiten.

## Alben

### Studioalben
| Jahr | Titel Musiklabel                                            | Höchstplatzierung, Gesamtwochen, AuszeichnungChartplatzierungen (Jahr, Titel, Musiklabel, Platzierungen, Wochen, Auszeichnungen, Anmerkungen) | Höchstplatzierung, Gesamtwochen, AuszeichnungChartplatzierungen (Jahr, Titel, Musiklabel, Platzierungen, Wochen, Auszeichnungen, Anmerkungen) | Höchstplatzierung, Gesamtwochen, AuszeichnungChartplatzierungen (Jahr, Titel, Musiklabel, Platzierungen, Wochen, Auszeichnungen, Anmerkungen) | Höchstplatzierung, Gesamtwochen, AuszeichnungChartplatzierungen (Jahr, Titel, Musiklabel, Platzierungen, Wochen, Auszeichnungen, Anmerkungen) | Höchstplatzierung, Gesamtwochen, AuszeichnungChartplatzierungen (Jahr, Titel, Musiklabel, Platzierungen, Wochen, Auszeichnungen, Anmerkungen) | Anmerkungen                                                    |
| Jahr | Titel Musiklabel                                            | DE | AT | CH | UK | US | Anmerkungen                                                    |
| ---- | ----------------------------------------------------------- | --- | --- | --- | --- | --- | -------------------------------------------------------------- |
| 1996 | Golden Heart Vertigo, Warner Bros.                          | DE5 (28 Wo.)DE | AT8 (16 Wo.)AT | CH3 Gold · (24 Wo.)CH | UK9 Gold · (17 Wo.)UK | US105 (12 Wo.)US | Erstveröffentlichung: 26. März 1996 Verkäufe: + 1.092.500      |
| 2000 | Sailing to Philadelphia Mercury, Warner Bros.               | DE1 Platin · (36 Wo.)DE | AT2 Gold · (13 Wo.)AT | CH1 Platin · (25 Wo.)CH | UK4 Gold · (16 Wo.)UK | US60 Gold · (22 Wo.)US | Erstveröffentlichung: 26. September 2000 Verkäufe: + 2.642.500 |
| 2002 | The Ragpicker’s Dream Mercury, Warner Bros.                 | DE4 Gold · (16 Wo.)DE | AT9 (8 Wo.)AT | CH4 Gold · (15 Wo.)CH | UK7 Gold · (5 Wo.)UK | US38 (6 Wo.)US | Erstveröffentlichung: 30. September 2002 Verkäufe: + 555.000   |
| 2004 | Shangri-La Mercury, Warner Bros.                            | DE3 Gold · (17 Wo.)DE | AT14 (6 Wo.)AT | CH7 Gold · (9 Wo.)CH | UK11 Silber · (4 Wo.)UK | US66 (6 Wo.)US | Erstveröffentlichung: 24. September 2004 Verkäufe: + 200.000   |
| 2007 | Kill to Get Crimson Mercury, Warner Bros.                   | DE2 Gold · (24 Wo.)DE | AT10 (6 Wo.)AT | CH3 Gold · (13 Wo.)CH | UK9 Silber · (5 Wo.)UK | US27 (7 Wo.)US | Erstveröffentlichung: 14. September 2007 Verkäufe: + 210.000   |
| 2009 | Get Lucky Mercury, Reprise                                  | DE2 Gold · (31 Wo.)DE | AT10 (7 Wo.)AT | CH5 (11 Wo.)CH | UK9 Silber · (5 Wo.)UK | US17 (8 Wo.)US | Erstveröffentlichung: 11. September 2009 Verkäufe: + 230.000   |
| 2012 | Privateering Mercury                                        | DE1 Gold · (13 Wo.)DE | AT1 (14 Wo.)AT | CH2 (13 Wo.)CH | UK8 Silber · (5 Wo.)UK | US65 (1 Wo.)US | Erstveröffentlichung: 31. August 2012 Verkäufe: + 212.500      |
| 2015 | Tracker Mercury, Verve                                      | DE1 Gold · (23 Wo.)DE | AT1 Gold · (13 Wo.)AT | CH2 Gold · (22 Wo.)CH | UK3 Silber · (14 Wo.)UK | US14 (3 Wo.)US | Erstveröffentlichung: 13. März 2015 Verkäufe: + 243.500        |
| 2018 | Down the Road Wherever British Grove, Virgin EMI, Blue Note | DE3 Gold · (22 Wo.)DE | AT4 (9 Wo.)AT | CH1 (21 Wo.)CH | UK17 (6 Wo.)UK | US15 (1 Wo.)US | Erstveröffentlichung: 16. November 2018 Verkäufe: + 110.000    |
| 2024 | One Deep River EMI, Universal                               | DE1 (10 Wo.)DE | AT1 (8 Wo.)AT | CH1 (14 Wo.)CH | UK3 (3 Wo.)UK | US157 (1 Wo.)US | Erstveröffentlichung: 12. April 2024                           |

### Gemeinschaftsalben
| Jahr | Titel Musiklabel                                          | Höchstplatzierung, Gesamtwochen, AuszeichnungChartplatzierungen (Jahr, Titel, Musiklabel, Platzierungen, Wochen, Auszeichnungen, Anmerkungen) | Höchstplatzierung, Gesamtwochen, AuszeichnungChartplatzierungen (Jahr, Titel, Musiklabel, Platzierungen, Wochen, Auszeichnungen, Anmerkungen) | Höchstplatzierung, Gesamtwochen, AuszeichnungChartplatzierungen (Jahr, Titel, Musiklabel, Platzierungen, Wochen, Auszeichnungen, Anmerkungen) | Höchstplatzierung, Gesamtwochen, AuszeichnungChartplatzierungen (Jahr, Titel, Musiklabel, Platzierungen, Wochen, Auszeichnungen, Anmerkungen) | Höchstplatzierung, Gesamtwochen, AuszeichnungChartplatzierungen (Jahr, Titel, Musiklabel, Platzierungen, Wochen, Auszeichnungen, Anmerkungen) | Anmerkungen                                                                         |
| Jahr | Titel Musiklabel                                          | DE | AT | CH | UK | US | Anmerkungen                                                                         |
| ---- | --------------------------------------------------------- | --- | --- | --- | --- | --- | ----------------------------------------------------------------------------------- |
| 1990 | Missing…Presumed Having a Good Time Vertigo, Warner Bros. | DE6 (17 Wo.)DE | AT3 (15 Wo.)AT | CH3 (14 Wo.)CH | UK2 Gold · (14 Wo.)UK | US52 (13 Wo.)US | Erstveröffentlichung: 6. März 1990 Verkäufe: + 100.000; mit The Notting Hillbillies |
| 1990 | Neck and Neck Columbia                                    | DE61 (7 Wo.)DE | — | — | UK41 Gold · (11 Wo.)UK | US127 (25 Wo.)US | Erstveröffentlichung: 3. Oktober 1990 Verkäufe: + 200.000; mit Chet Atkins          |
| 2006 | All the Roadrunning Mercury, Universal, Warner Bros.      | DE3 Gold · (23 Wo.)DE | AT8 (9 Wo.)AT | CH1 Gold · (18 Wo.)CH | UK8 Gold · (8 Wo.)UK | US17 (20 Wo.)US | Erstveröffentlichung: 21. April 2006 Verkäufe: + 265.000; mit Emmylou Harris        |

### Livealben
| Jahr | Titel Musiklabel                                       | Höchstplatzierung, Gesamtwochen, AuszeichnungChartplatzierungen (Jahr, Titel, Musiklabel, Platzierungen, Wochen, Auszeichnungen, Anmerkungen) | Höchstplatzierung, Gesamtwochen, AuszeichnungChartplatzierungen (Jahr, Titel, Musiklabel, Platzierungen, Wochen, Auszeichnungen, Anmerkungen) | Höchstplatzierung, Gesamtwochen, AuszeichnungChartplatzierungen (Jahr, Titel, Musiklabel, Platzierungen, Wochen, Auszeichnungen, Anmerkungen) | Höchstplatzierung, Gesamtwochen, AuszeichnungChartplatzierungen (Jahr, Titel, Musiklabel, Platzierungen, Wochen, Auszeichnungen, Anmerkungen) | Höchstplatzierung, Gesamtwochen, AuszeichnungChartplatzierungen (Jahr, Titel, Musiklabel, Platzierungen, Wochen, Auszeichnungen, Anmerkungen) | Anmerkungen                                                |
| Jahr | Titel Musiklabel                                       | DE | AT | CH | UK | US | Anmerkungen                                                |
| ---- | ------------------------------------------------------ | --- | --- | --- | --- | --- | ---------------------------------------------------------- |
| 2006 | Real Live Roadrunning Mercury, Universal, Warner Bros. | DE44 (3 Wo.)DE | — | — | — | — | Erstveröffentlichung: 14. November 2006 mit Emmylou Harris |

### Kompilationen
| Jahr | Titel Musiklabel                                                                                | Höchstplatzierung, Gesamtwochen, AuszeichnungChartplatzierungen (Jahr, Titel, Musiklabel, Platzierungen, Wochen, Auszeichnungen, Anmerkungen) | Höchstplatzierung, Gesamtwochen, AuszeichnungChartplatzierungen (Jahr, Titel, Musiklabel, Platzierungen, Wochen, Auszeichnungen, Anmerkungen) | Höchstplatzierung, Gesamtwochen, AuszeichnungChartplatzierungen (Jahr, Titel, Musiklabel, Platzierungen, Wochen, Auszeichnungen, Anmerkungen) | Höchstplatzierung, Gesamtwochen, AuszeichnungChartplatzierungen (Jahr, Titel, Musiklabel, Platzierungen, Wochen, Auszeichnungen, Anmerkungen) | Höchstplatzierung, Gesamtwochen, AuszeichnungChartplatzierungen (Jahr, Titel, Musiklabel, Platzierungen, Wochen, Auszeichnungen, Anmerkungen) | Anmerkungen                                                                    |
| Jahr | Titel Musiklabel                                                                                | DE | AT | CH | UK | US | Anmerkungen                                                                    |
| ---- | ----------------------------------------------------------------------------------------------- | --- | --- | --- | --- | --- | ------------------------------------------------------------------------------ |
| 1993 | Screenplaying Vertigo, Warner Bros.                                                             | — | — | — | — | — | Erstveröffentlichung: 9. November 1993 Verkäufe: + 115.000                     |
| 2005 | Private Investigations: The Best of Dire Straits & Mark Knopfler Mercury, Vertigo, Warner Bros. | DE36 Platin · (6 Wo.)DE | AT44 (10 Wo.)AT | CH15 (19 Wo.)CH | UK20 ×4Vierfachplatin · (142 Wo.)UK | — | Erstveröffentlichung: 7. November 2005 Verkäufe: + 1.650.000; mit Dire Straits |
| 2021 | The Studio Albums 1996–2007 British Grove, Virgin EMI, Blue Note                                | DE9 (3 Wo.)DE | AT27 (1 Wo.)AT | CH14 (1 Wo.)CH | — | — | Erstveröffentlichung: 1. Oktober 2021                                          |
| 2022 | The Studio Albums 2009–2018 British Grove, Virgin EMI, Blue Note                                | DE43 (1 Wo.)DE | — | CH51 (2 Wo.)CH | — | — | Erstveröffentlichung: 7. Oktober 2022                                          |

### Soundtracks
| Jahr | Titel Musiklabel                            | Höchstplatzierung, Gesamtwochen, AuszeichnungChartplatzierungen (Jahr, Titel, Musiklabel, Platzierungen, Wochen, Auszeichnungen, Anmerkungen) | Höchstplatzierung, Gesamtwochen, AuszeichnungChartplatzierungen (Jahr, Titel, Musiklabel, Platzierungen, Wochen, Auszeichnungen, Anmerkungen) | Höchstplatzierung, Gesamtwochen, AuszeichnungChartplatzierungen (Jahr, Titel, Musiklabel, Platzierungen, Wochen, Auszeichnungen, Anmerkungen) | Höchstplatzierung, Gesamtwochen, AuszeichnungChartplatzierungen (Jahr, Titel, Musiklabel, Platzierungen, Wochen, Auszeichnungen, Anmerkungen) | Höchstplatzierung, Gesamtwochen, AuszeichnungChartplatzierungen (Jahr, Titel, Musiklabel, Platzierungen, Wochen, Auszeichnungen, Anmerkungen) | Anmerkungen                                        |
| Jahr | Titel Musiklabel                            | DE | AT | CH | UK | US | Anmerkungen                                        |
| ---- | ------------------------------------------- | --- | --- | --- | --- | --- | -------------------------------------------------- |
| 1983 | Local Hero Vertigo, Warner Bros.            | — | — | — | UK14 Silber · (11 Wo.)UK | — | Erstveröffentlichung: März 1983 Verkäufe: + 80.000 |
| 1984 | Comfort and Joy Vertigo                     | — | — | — | — | — | Erstveröffentlichung: 27. Juli 1984                |
| 1984 | Cal Vertigo                                 | — | — | — | UK65 (3 Wo.)UK | — | Erstveröffentlichung: 24. August 1984              |
| 1987 | The Princess Bride Vertigo, Warner Bros.    | — | — | — | — | US180 (1 Wo.)US | Erstveröffentlichung: 12. November 1987            |
| 1989 | Last Exit to Brooklyn Vertigo, Warner Bros. | — | — | — | — | — | Erstveröffentlichung: 3. Oktober 1989              |
| 1998 | Wag the Dog Vertigo, Mercury                | — | — | — | — | — | Erstveröffentlichung: 23. Januar 1998              |
| 1999 | Metroland Vertigo, Warner Bros.             | — | — | — | — | — | Erstveröffentlichung: 23. März 1999                |
| 2002 | A Shot at Glory Mercury                     | — | — | — | — | — | Erstveröffentlichung: 28. April 2002               |
| 2016 | Altamira Virgin EMI                         | DE68 (2 Wo.)DE | — | CH36 (2 Wo.)CH | — | — | Erstveröffentlichung: 1. April 2016                |

### EPs
| Jahr | Titel Musiklabel                              | Anmerkungen                            |
| ---- | --------------------------------------------- | -------------------------------------- |
| 2005 | The Trawlerman’s Song Mercury                 | Erstveröffentlichung: 26. April 2005   |
| 2005 | One Take Radio Sessions Mercury, Warner Bros. | Erstveröffentlichung: 21. Juni 2005    |
| 2023 | True Love UMG Recordings, Inc. FP             | Erstveröffentlichung: 10. Februar 2023 |

## Singles
| Jahr | Titel Album                                    | Höchstplatzierung, Gesamtwochen, AuszeichnungChartplatzierungen (Jahr, Titel, Album, Platzierungen, Wochen, Auszeichnungen, Anmerkungen) | Höchstplatzierung, Gesamtwochen, AuszeichnungChartplatzierungen (Jahr, Titel, Album, Platzierungen, Wochen, Auszeichnungen, Anmerkungen) | Höchstplatzierung, Gesamtwochen, AuszeichnungChartplatzierungen (Jahr, Titel, Album, Platzierungen, Wochen, Auszeichnungen, Anmerkungen) | Höchstplatzierung, Gesamtwochen, AuszeichnungChartplatzierungen (Jahr, Titel, Album, Platzierungen, Wochen, Auszeichnungen, Anmerkungen) | Höchstplatzierung, Gesamtwochen, AuszeichnungChartplatzierungen (Jahr, Titel, Album, Platzierungen, Wochen, Auszeichnungen, Anmerkungen) | Anmerkungen |
| Jahr | Titel Album                                    | DE | AT | CH | UK | US | Anmerkungen |
| ---- | ---------------------------------------------- | --- | --- | --- | --- | --- | --- |
| 1996 | Darling Pretty Golden Heart                    | DE75 (10 Wo.)DE | — | — | UK33 (2 Wo.)UK | — | Erstveröffentlichung: 26. Februar 1996                                                                              |
| 1996 | Cannibals Golden Heart                         | — | AT40 (1 Wo.)AT | — | UK42 (2 Wo.)UK | — | Erstveröffentlichung: 17. Juni 1996                                                                                 |
| 1996 | Rüdiger Golden Heart                           | — | — | — | — | — | Erstveröffentlichung: 1996                                                                                          |
| 2000 | What It Is Sailing to Philadelphia             | DE81 (9 Wo.)DE | — | CH38 (14 Wo.)CH | — | — | Erstveröffentlichung: 4. September 2000                                                                             |
| 2001 | Sailing to Philadelphia                        | — | — | — | — | — | Erstveröffentlichung: 26. Februar 2001                                                                              |
| 2001 | Silvertown Blues Sailing to Philadelphia       | — | — | — | — | — | Erstveröffentlichung: Juni 2001                                                                                     |
| 2002 | Why Aye Man The Ragpicker’s Dream              | DE79 (1 Wo.)DE | — | CH85 (2 Wo.)CH | — | — | Erstveröffentlichung: 16. September 2002                                                                            |
| 2004 | Boom, Like That Shangri-La                     | — | — | CH54 (3 Wo.)CH | UK34 (2 Wo.)UK | — | Erstveröffentlichung: 20. September 2004                                                                            |
| 2005 | The Trawlerman’s Song                          | — | — | — | — | — | Erstveröffentlichung: 5. April 2005                                                                                 |
| 2007 | Punish the Monkey Kill to Get Crimson          | — | — | — | — | — | Erstveröffentlichung: 28. August 2007                                                                               |
| 2007 | True Love Will Never Fade Kill to Get Crimson  | — | — | — | — | — | Erstveröffentlichung: 24. September 2007                                                                            |
| 2009 | Border Reiver Get Lucky                        | — | — | — | — | — | Erstveröffentlichung: 25. August 2009                                                                               |
| 2009 | Remembrance Day Get Lucky                      | — | — | — | — | — | Erstveröffentlichung: 19. Oktober 2009                                                                              |
| 2012 | Redbud Tree Privateering                       | — | — | — | — | — | Erstveröffentlichung: 9. Juli 2012                                                                                  |
| 2015 | Beryl Tracker                                  | — | — | — | — | — | Erstveröffentlichung: 19. Januar 2015                                                                               |
| 2015 | Skydiver Tracker                               | — | — | — | — | — | Erstveröffentlichung: 4. Mai 2015                                                                                   |
| 2018 | Good on You Son Down the Road Wherever         | — | — | — | — | — | Erstveröffentlichung: 21. September 2018                                                                            |
| 2018 | Back on the Dance Floor Down the Road Wherever | — | — | — | — | — | Erstveröffentlichung: 2. November 2018                                                                              |
| 2024 | Ahead of the Game One Deep River               | — | — | — | — | — | Erstveröffentlichung: 24. Januar 2024                                                                               |
| 2024 | Watch Me Gone One Deep River                   | — | — | — | — | — | Erstveröffentlichung: 22. Februar 2024                                                                              |
| 2024 | Going Home: Theme of the Local Hero Local Hero | DE— aDE | — | — | UK18 (4 Wo.)UK | — | Erstveröffentlichung: 22. März 2024 Neuaufnahme eines Instrumentalstücks von 1983 mit Mark Knopfler’s Guitar Heroes |
| 2024 | Two Pairs of Hands One Deep River              | — | — | — | — | — | Erstveröffentlichung: 27. März 2024                                                                                 |

## Videoalben
| Jahr | Titel Musiklabel                                       | Höchstplatzierung, Gesamtwochen, AuszeichnungChartplatzierungen (Jahr, Titel, Musiklabel, Platzierungen, Wochen, Auszeichnungen, Anmerkungen) | Höchstplatzierung, Gesamtwochen, AuszeichnungChartplatzierungen (Jahr, Titel, Musiklabel, Platzierungen, Wochen, Auszeichnungen, Anmerkungen) | Höchstplatzierung, Gesamtwochen, AuszeichnungChartplatzierungen (Jahr, Titel, Musiklabel, Platzierungen, Wochen, Auszeichnungen, Anmerkungen) | Höchstplatzierung, Gesamtwochen, AuszeichnungChartplatzierungen (Jahr, Titel, Musiklabel, Platzierungen, Wochen, Auszeichnungen, Anmerkungen) | Höchstplatzierung, Gesamtwochen, AuszeichnungChartplatzierungen (Jahr, Titel, Musiklabel, Platzierungen, Wochen, Auszeichnungen, Anmerkungen) | Anmerkungen                                                                    |
| Jahr | Titel Musiklabel                                       | DE | AT | CH | UK | US | Anmerkungen                                                                    |
| ---- | ------------------------------------------------------ | --- | --- | --- | --- | --- | ------------------------------------------------------------------------------ |
| 1996 | A Night in London Mercury                              | — | — | — | — | — | Erstveröffentlichung: 1996                                                     |
| 2006 | Real Live Roadrunning Mercury, Universal, Warner Bros. | DE— GoldDE | — | — | UK10 (17 Wo.)UK | — | Erstveröffentlichung: 14. November 2006 Verkäufe: + 25.000; mit Emmylou Harris |

## Sonstiges
Mark Knopfler wirkt auch des Öfteren bei Aufnahmen anderer bekannter Künstler mit. 1979 und 1983 arbeitete er mit Bob Dylan für die Platten Slow Train Coming und Infidels zusammen. Sein unverwechselbarer Gitarrensound ist auch bei dem Song It’s Money That Matters (1988) von Randy Newman zu hören. Bereits 1982 fand eine Zusammenarbeit mit Van Morrison zu seinem Album Beautiful Vision statt. Mark Knopfler ist dort bei den Songs Cleaning Windows und Aryan Mist zu hören. Auch Gerry Rafferty nahm für sein vorletztes Album Another World bei drei Titeln seine Dienste in Anspruch. Mit dem Slide-Gitarristen Sonny Landreth spielte Knopfler einige Male bei Studioaufnahmen; im Gegenzug steuerte Landreth einige Gitarrenparts für Knopflers Album Golden Heart bei. Außerdem nahm Mark Knopfler 2004 zusammen mit John Fogerty den Song Nobody’s Here Anymore auf und spielte bei Bill Wyman Sologitarre für dessen Song Disappearing Nightly.

## Statistik

### Chartauswertung
|                     | DE     | AT     | CH     | UK     | US     |
| ------------------- | ------ | ------ | ------ | ------ | ------ |
| Nummer-eins-Alben   | DE4DE  | AT3AT  | CH4CH  | UK—UK  | US—US  |
| Top-10-Alben        | DE13DE | AT11AT | CH12CH | UK10UK | US—US  |
| Alben in den Charts | DE18DE | AT14AT | CH16CH | UK16UK | US14US |

|                       | DE    | AT    | CH    | UK    | US    |
| --------------------- | ----- | ----- | ----- | ----- | ----- |
| Nummer-eins-Singles   | DE—DE | AT—AT | CH—CH | UK—UK | US—US |
| Top-10-Singles        | DE—DE | AT—AT | CH—CH | UK—UK | US—US |
| Singles in den Charts | DE3DE | AT1AT | CH3CH | UK4UK | US—US |

|                          | DE    | AT    | CH    | UK    | US    |
| ------------------------ | ----- | ----- | ----- | ----- | ----- |
| Nummer-eins-Videoalben   | DE—DE | AT—AT | CH—CH | UK—UK | US—US |
| Top-10-Videoalben        | DE—DE | AT—AT | CH—CH | UK1UK | US—US |
| Videoalben in den Charts | DE—DE | AT—AT | CH—CH | UK1UK | US—US |

### Auszeichnungen für Musikverkäufe
| Silberne Schallplatte - Vereinigtes Königreich - 1982: für die Autorenbeteiligung und Produktion Private Investigations (Dire Straits) Goldene Schallplatte - Australien - 1996: für das Album Golden Heart - 2000: für das Album Sailing to Philadelphia - Dänemark - 2002: für das Album The Ragpicker’s Dream - 2004: für das Album Shangri-La - 2006: für das Album All the Roadrunning - 2007: für das Album Kill to Get Crimson - 2010: für das Album Get Lucky - 2015: für das Album Tracker - 2024: für die Autorenbeteiligung und Produktion Romeo and Juliet (Dire Straits) - Deutschland - 2023: für die Autorenbeteiligung und Produktion Money for Nothing (Dire Straits) - 2023: für die Autorenbeteiligung und Produktion Brothers in Arms (Dire Straits) - Finnland - 2000: für das Album Sailing to Philadelphia - Frankreich - 2003: für das Album The Ragpicker’s Dream - Italien - 2011: für das Album Get Lucky - 2015: für das Album Privateering - 2021: für die Autorenbeteiligung und Produktion Brothers in Arms (Dire Straits) - Kanada - 1979: für die Autorenbeteiligung und Produktion Sultans of Swing (Dire Straits) - 1985: für die Autorenbeteiligung und Produktion Money for Nothing (Dire Straits) - 1996: für das Album Golden Heart - 2001: für das Album Sailing to Philadelphia - Neuseeland - 1996: für das Album Golden Heart - 2000: für das Album Sailing to Philadelphia - 2012: für das Album Privateering - 2024: für die Autorenbeteiligung und Produktion Private Investigations (Dire Straits) - Niederlande - 1994: für das Album Neck and Neck - 1996: für das Album Golden Heart - 2003: für das Album The Ragpicker’s Dream - Norwegen - 1996: für das Album Golden Heart - Polen - 2007: für das Album Kill to Get Crimson - 2009: für das Album Get Lucky - 2019: für das Album Down the Road Wherever - Russland - 2007: für das Album Kill to Get Crimson - Schweden - 2002: für das Album The Ragpicker’s Dream - 2005: für das Album Private Investigations: The Best of Dire Straits & Mark Knopfler - Spanien - 1991: für das Album Neck and Neck - 2002: für das Album The Ragpicker’s Dream - 2024: für die Autorenbeteiligung und Produktion Brothers in Arms (Dire Straits) | 2× Goldene Schallplatte - Frankreich - 2000: für das Album Sailing to Philadelphia Platin-Schallplatte - Australien - 2013: für das Album Private Investigations: The Best of Dire Straits & Mark Knopfler - Belgien - 2000: für das Album Sailing to Philadelphia - 2012: für das Album Private Investigations: The Best of Dire Straits & Mark Knopfler - Brasilien - 2024: für die Autorenbeteiligung und Produktion Sultans of Swing (Dire Straits) - Dänemark - 2005: für das Album Private Investigations: The Best of Dire Straits & Mark Knopfler - 2021: für die Autorenbeteiligung und Produktion Money for Nothing (Dire Straits) - 2022: für die Autorenbeteiligung und Produktion Walk of Life (Dire Straits) - 2024: für die Autorenbeteiligung und Produktion Brothers in Arms (Dire Straits) - Deutschland - 2025: für die Autorenbeteiligung und Produktion Sultans of Swing (Dire Straits) - Europa - 1997: für das Album Golden Heart - 2007: für das Album Private Investigations: The Best of Dire Straits & Mark Knopfler - Italien - 2017: für das Album Private Investigations: The Best of Dire Straits & Mark Knopfler - 2019: für die Autorenbeteiligung und Produktion Romeo and Juliet (Dire Straits) - 2021: für die Autorenbeteiligung und Produktion Walk of Life (Dire Straits) - 2021: für die Autorenbeteiligung und Produktion Money for Nothing (Dire Straits) - Neuseeland - 1987: für das Album Local Hero - 1994: für das Album Screenplaying - Norwegen - 2003: für das Album The Ragpicker’s Dream - 2007: für das Album All the Roadrunning - 2010: für das Album Get Lucky - Polen - 2015: für das Album Tracker - 2016: für das Album Privateering - 2018: für das Album Private Investigations: The Best of Dire Straits & Mark Knopfler - Portugal - 2006: für das Album Private Investigations: The Best of Dire Straits & Mark Knopfler - Schweden - 2000: für das Album Sailing to Philadelphia - Spanien - 1994: für das Album Screenplaying - 1996: für das Album Golden Heart - 2000: für das Album Sailing to Philadelphia - 2005: für das Album Private Investigations: The Best of Dire Straits & Mark Knopfler - 2024: für die Autorenbeteiligung und Produktion Money for Nothing (Dire Straits) - 2024: für die Autorenbeteiligung und Produktion Romeo and Juliet (Dire Straits) - Vereinigtes Königreich - 2021: für die Autorenbeteiligung und Produktion Romeo and Juliet (Dire Straits) - 2023: für die Autorenbeteiligung und Produktion Brothers in Arms (Dire Straits) | 2× Platin-Schallplatte - Dänemark - 2001: für das Album Sailing to Philadelphia - 2025: für die Autorenbeteiligung und Produktion Sultans of Swing (Dire Straits) - Europa - 2001: für das Album Sailing to Philadelphia - Griechenland - 2025: für die Autorenbeteiligung und Produktion Sultans of Swing (Dire Straits) - Irland - 2005: für das Album Private Investigations: The Best of Dire Straits & Mark Knopfler - Neuseeland - 2022: für die Autorenbeteiligung und Produktion Brothers in Arms (Dire Straits) - Niederlande - 2000: für das Album Sailing to Philadelphia - Spanien - 2024: für die Autorenbeteiligung und Produktion Walk of Life (Dire Straits) - Vereinigtes Königreich - 2024: für die Autorenbeteiligung und Produktion Walk of Life (Dire Straits) - 2025: für die Autorenbeteiligung und Produktion Money for Nothing (Dire Straits) 3× Platin-Schallplatte - Italien - 2023: für die Autorenbeteiligung und Produktion Sultans of Swing (Dire Straits) - Neuseeland - 2024: für die Autorenbeteiligung und Produktion Romeo and Juliet (Dire Straits) - Norwegen - 2001: für das Album Sailing to Philadelphia - Vereinigtes Königreich - 2025: für die Autorenbeteiligung und Produktion Sultans of Swing (Dire Straits) 4× Platin-Schallplatte - Neuseeland - 2024: für das Album Private Investigations: The Best of Dire Straits & Mark Knopfler - 2024: für die Autorenbeteiligung und Produktion Walk of Life (Dire Straits) - 2024: für die Autorenbeteiligung und Produktion Money for Nothing (Dire Straits) - Spanien - 2024: für die Autorenbeteiligung und Produktion Sultans of Swing (Dire Straits) 5× Platin-Schallplatte - Portugal - 2025: für die Autorenbeteiligung und Produktion Sultans of Swing (Dire Straits) 7× Platin-Schallplatte - Neuseeland - 2024: für die Autorenbeteiligung und Produktion Sultans of Swing (Dire Straits) |

Anmerkung: Auszeichnungen in Ländern aus den Charttabellen bzw. Chartboxen sind in ebendiesen zu finden.
| Land/RegionAuszeichnungen für Musikverkäufe (Land/Region, Auszeichnungen, Verkäufe, Quellen) | Silber     | Gold       | Platin         | Verkäufe    | Quellen                                                        |
| -------------------------------------------------------------------------------------------- | ---------- | ---------- | -------------- | ----------- | -------------------------------------------------------------- |
| Australien (ARIA)                                                                            | —          | 2× Gold2   | Platin1        | 140.000     | aria.com.au                                                    |
| Belgien (BRMA)                                                                               | —          | —          | 2× Platin2     | 80.000      | ultratop.be                                                    |
| Brasilien (PMB)                                                                              | —          | —          | Platin1        | 60.000      | pro-musicabr.org.br                                            |
| Dänemark (IFPI)                                                                              | —          | 7× Gold7   | 8× Platin8     | 720.000     | ifpi.dk                                                        |
| Deutschland (BVMI)                                                                           | —          | 11× Gold11 | 3× Platin3     | 2.425.000   | musikindustrie.de                                              |
| Europa (IFPI)                                                                                | —          | —          | 4× Platin4     | (4.000.000) | ifpi.org (Memento vom 15. Oktober 2013 im Internet Archive)    |
| Finnland (IFPI)                                                                              | —          | Gold1      | —              | 33.786      | ifpi.fi                                                        |
| Frankreich (SNEP)                                                                            | —          | 3× Gold3   | —              | 300.000     | infodisc.fr                                                    |
| Griechenland (IFPI)                                                                          | —          | —          | 2× Platin2     | 40.000      | Einzelnachweise                                                |
| Irland (IRMA)                                                                                | —          | —          | 2× Platin2     | 30.000      | irishcharts.ie                                                 |
| Italien (FIMI)                                                                               | —          | 3× Gold3   | 7× Platin7     | 580.000     | fimi.it                                                        |
| Kanada (MC)                                                                                  | —          | 4× Gold4   | —              | 225.000     | musiccanada.com                                                |
| Neuseeland (RMNZ)                                                                            | —          | 4× Gold4   | 26× Platin26   | 732.500     | aotearoamusiccharts.co.nz NZ2                                  |
| Niederlande (NVPI)                                                                           | —          | 3× Gold3   | 2× Platin2     | 300.000     | nvpi.nl                                                        |
| Norwegen (IFPI)                                                                              | —          | Gold1      | 6× Platin6     | 260.000     | ifpi.no (Memento vom 5. November 2012 im Internet Archive)     |
| Österreich (IFPI)                                                                            | —          | 2× Gold2   | —              | 30.000      | ifpi.at                                                        |
| Polen (ZPAV)                                                                                 | —          | 3× Gold3   | 3× Platin3     | 90.000      | olis.pl                                                        |
| Portugal (AFP)                                                                               | —          | —          | 6× Platin6     | 70.000      | Einzelnachweise                                                |
| Russland (NFPF)                                                                              | —          | Gold1      | —              | 10.000      | 2m-online.ru (Memento vom 24. Januar 2009 im Internet Archive) |
| Schweden (IFPI)                                                                              | —          | 2× Gold2   | Platin1        | 140.000     | sverigetopplistan.se                                           |
| Schweiz (IFPI)                                                                               | —          | 6× Gold6   | Platin1        | 110.000     | hitparade.ch                                                   |
| Spanien (Promusicae)                                                                         | —          | 3× Gold3   | 12× Platin12   | 990.000     | elportaldemusica.es ES2                                        |
| Vereinigte Staaten (RIAA)                                                                    | —          | Gold1      | —              | 536.000     | riaa.com                                                       |
| Vereinigtes Königreich (BPI)                                                                 | 7× Silber7 | 6× Gold6   | 13× Platin13   | 7.750.000   | bpi.co.uk                                                      |
| Insgesamt                                                                                    | 7× Silber7 | 63× Gold63 | 100× Platin100 |             |                                                                |